# ألكسندر رودينكو
ألكسندر رودينكو (الروسية: Руденко, Александр Александрович) هو لاعب كرة قدم روسي في مركز الهجوم، ولد في 15 مارس 1999 في Daryevka ‏ في روسيا. لعب مع توربيدو موسكو ونادي سبارتاك موسكو 2 لكرة القدم.

## وصلات خارجية
- ألكسندر رودينكو على موقع قاعدة بيانات كرة القدم.إي يو (الإنجليزية)
- ألكسندر رودينكو على موقع Soccerway.com (الإنجليزية)
- ألكسندر رودينكو على موقع عالم كرة القدم.نت (الإنجليزية)

لا توجد روابط لمواقع التواصل الاجتماعي.